# Teltonika
Teltonika Group er en B2B fabrikant af hardware inden for telekommunikation, IT og Internet of Things, bl.a. producerer de 4G og 5G routere, ladestationer til elbiler, samt elektronik inden for medicinalverdenen. 
Teltonika Group består af Teltonika Telematics, Teltonika Networks, Teltonika Energy, Teltonika Telemedic og Teltonika EMS, som opererer inden for forskellige forretningsområder. Teltonika blev grundlagt i 1998 og har omkring 2600 ansatte i hele verden, med hovedsæde i Litauen. Al produktion af hardware foregår også kun i Litauen. I 2023 havde Teltonika Group et overskud på 45.7 millioner euro, med en omsætning på 294 millioner euro. 
Teltonika Networks producerer fx netværksudstyr og er baseret i Litauen, med R&D hovedsæde i Kaunas og produktion i Molėtai og Vilnius.  Alene på fabrikken i Molėtai produceres der ca 200.000 enheder per måned.

## COVID-19-pandemien
På grund af manglen på respiratorer på hospitaler, begyndte Teltonika Telemedic i 2020 at udvikle en prototype til en respirator, og producerede i samme år 100 udgaver af prototypen til brug i de lande, der havde størst behov. Industriel produktion af respiratoren forventedes at begynde i 2024. 

## Produktion af halvleder-mikrochips
I januar 2023 underskrev Teltonika Group og Taiwans Industrial Technology Research Institute (en) en aftale som giver Teltonika Group retten til at producere halvleder-mikrochips udviklet af det taiwanesiske institut. Som resultat af denne aftale, ville Teltonika Group bygge en EMS fabrik som en del af det så-kaldte "Teltonika High-Tech Hill" produktionskompleks i området Liepkalnis i hovedstaden Vilnius. 
I november 2024 annoncerede Teltonika Group, med hovedaktionær Arvydas Paukštys, at planerne om at bygge "Teltonika High-Tech Hill", og den dertilhørende halvleder-fabrik, bliver standset fordi det ikke var muligt at få den nødvendige elektriske kapacitet samt at få tilladelse til at ændre områdets arealanvendelse til industriformål. Ifølge Paukštys blev projektet blokeret af både det statslige vejdirektorat "Via Lietuva", som afviste at allokere de nødvendige ressourcer til at udvide elnettet, samt af det litauiske økonomiministerium, som endnu ikke har behandlet anmodningen om ændring af arealanvendelse.